# Hyperpyron

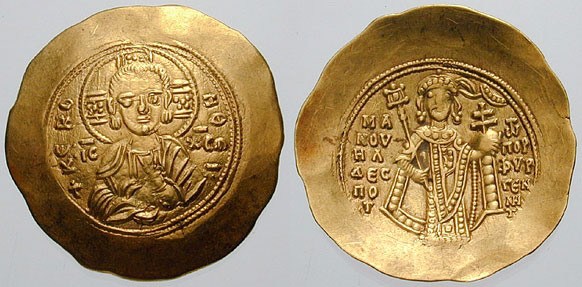
Hyperpyron w formie miseczki (skifatu)

Hyperpyron (gr. ύπέρπυρον, νόμισμα ύπέρπυρον nomisma hyperpyron) – złota moneta wybijana w Bizancjum od XI wieku, o wadze około 4,3 g.

## Cechy i rozwój monety
Wprowadzony został reformą monetarną Aleksego I Komnena w 1092 dla zastąpienia zupełnie zdewaluowanego solida w postaci histamenona. Wobec znacznego pogorszenia jakości kruszcowej w ówczesnej złotej monecie, jego nazwa miała podkreślać nadzwyczajną czystość kruszcu (jako monety wypróbowanej „w ogniu”, poddanej „próbie ogniowej”), co znajdowało odbicie w użytym złocie wysokiej próby (875, czyli 21 karatów). Normatywna waga nowej monety wynosiła 4,45 g. Początkowo miała ona równowartość 3 aspronów z elektrum (białego złota) i 48 aspronów bilonowych (srebrnych). Mimo stopniowego spadku wartości hyperpyron był emitowany aż do połowy XIV wieku, a następnie używany jeszcze jako moneta obrachunkowa. 
Był ostatnim typem złotej monety bizantyjskiej. Później w Bizancjum chętnie zastępowano go złotym dukatem weneckim. 
Nazwę tę stosowano również dla monety srebrnej wprowadzonej za cesarza Jana V w latach 1354–1379, która faktycznie zastąpiła hyperpyron (z uwagi na niemal zupełne zaniechanie wówczas emisji złotych nominałów).
Jako szersze określenie uległa ona rozpowszechnieniu w basenie adriatyckim w zniekształconej postaci perper, co uwidoczniło się w nazwach późniejszych monet – np. bitych w średniowiecznej Serbii srebrnych dinarów cara Stefana Duszana, monet srebrnych (Dubrovačka perpera) wypuszczanych w XVII-XIX wieku w Raguzie, a nawet monet (perper czarnogórski) Czarnogóry emitowanych przed pierwszą wojną światową (1906-18).  